# Alberto Martos
Alberto Martos Lozano (nacido en Granada, el 18 de marzo de 1981) es un violonchelista y compositor español.

## Biografía
Inicia sus estudios musicales a temprana edad en su ciudad natal. Tras concluir su formación en el Real Conservatorio Superior de Granada, se traslada a Alemania, donde concluye los estudios superiores de violonchelo. Se perfecciona musicalmente con los maestros Lluís Claret y Steve Balderstone.
A partir de entonces, es laureado con primeros premios en diversos certámenes internacionales, iniciando una brillante carrera como solista e integrante de conjuntos camerísticos que le ha llevado a actuar en salas tan prestigiosas como Auditorio Nacional y Teatros del Canal de Madrid, Auditorio Miguel Delibes de Valladolid, Auditorio Manuel de Falla de Granada, La Scala de Milán, Carnegie Hall de Nueva York, Sala Pleyel de París, Royal Albert Hall de Londres, Teatro Colón de Buenos Aires o Staatsoper de Berlín. Asimismo, ha ofrecido conciertos en importantes ciclos musicales, como el Festival Internacional de Música y Danza de Granada, Festival Internacional de Santander, Festival Bach de Barcelona, Festival de Música Clásica de Lanzarote, Festival de Segovia, ExpoClásica, Quincena Musical de San Sebastián, Fundación Juan March, Barenboim-Said Classic Concert Series o Festival de Música de Morelia (México). Además, ha actuado como solista con importantes formaciones orquestales, como la Orquesta Ciudad de Granada o la Hispanian Symphony Orchestra. Su actividad artística le ha llevado a dar conciertos junto con intérpretes de la talla del violinista Jesús Reina, el violista Yuval Gotlibovich, el violonchelista Iagoba Fanlo o los pianistas Tommaso Cogato, Josu Okiñena, Ángel Jábega, Natalia Pegarkova o Ambrosio Valero, entre otros. Además, ha sido dedicatario de diversas obras de compositores tan célebres como Yubal Gotlibovich, Ramón Paús, Juan Cruz Guevara o Pedro Guajardo, y ha efectuado grabaciones para Televisión Española, Radio Nacional de España y la Radio y Televisión de Andalucía.
En 2004, es escogido para formar parte del primer atril de violonchelos en la West-Eastern Divan Orchestra, dirigida por el maestro Daniel Barenboim. Al año siguiente, fundó —junto a su hermano, el violinista Pablo Martos— la formación camerística Garnati Ensemble, con la que ha realizado conciertos en diversos países —entre los que destaca el ofrecido en 2007 en la sede de la Organización de las Naciones Unidas, en Nueva York—, así como varias grabaciones discográficas que han recibido una gran acogida por parte de público y crítica.
En el año 2013, asume la codirección artística —junto a su hermano Pablo— de la Temporada de Conciertos Garnati (Granada) y ese mismo año protagoniza —junto a su hermano Pablo— el documental The Healing Notes, dirigido por Amparo Mendo y producido por Mercedes Milá, galardonado en 2014 con una mención de honor en el Festival "Voces contra el Silencio" (México) y con el premio a la mejor producción de documental de cine en el festival Black International Cinema Berlin (Alemania). En 2013, recibe también el Premio Andalucía Joven a la Solidaridad, de nuevo junto a su hermano Pablo.
Desde hace varios años, combina su actividad concertística con la docencia, a través de las diferentes clases magistrales que imparte por toda España. Asimismo, ha sido profesor del Conservatorio Profesional de Música "Ángel Barrios" de Granada y, en la actualidad, es profesor titular de Violonchelo y jefe del departamento de Cuerda-Arco en el Conservatorio Profesional de Música "Antonio Lorenzo" de Motril.

## Galardones
- 2008 - Concurso Nacional de Música de Cámara de Lucena. Primer premio (junto a Garnati Ensemble)
- 2013 - Premio Andalucía Joven a la Solidaridad, junto a su hermano Pablo Martos

## Discografía
- 2009 - Germán Álvarez Beigbeder: Música de cámara, en el seno de Garnati Ensemble, junto al violinista Pablo Martos y el pianista Tommaso Cogato (Universidad de Granada-Centro de Documentación Musical de Andalucía)
- 2012 - J. S. Bach: The Goldberg Variations. Playing Goldberg, en el seno de Garnati Ensemble, junto al violinista Pablo Martos y el violista Yuval Gotlibovich (Sony Music)